# Verbier Festival
 (janvier 2017).
Le Verbier Festival est un festival de musique classique créé en 1994 par Martin T:son Engstroem et qui a lieu chaque année en été à Verbier (Val de Bagnes, Suisse).

## Mission
Le Verbier Festival est un événement international de musique classique qui a lieu chaque été dans la station de montagne de Verbier, en Suisse.

## Historique

### Genèse
C’est à Verbier que Martin T:son Engstroem, d’origine suédoise, fait du ski en famille au début des années 1990.
En 1993, l’association « Les Amis du Verbier Festival » préfigure la création du Verbier Festival, dont elle accompagnera l'évolution et en particulier les projets éducatifs. Son idée originale voit finalement le jour en 1994. Avec Avi Shoshani, l'association pense une programmation pour une première édition.
Sous la tente à Médran, Evgeny Kissin donne son premier récital de piano, Maxime Venguerov termine le sien au violon, le public assis sur la scène. Dmitri Sitkovetsky, Mischa Maisky, Gidon Kremer, Yefim Bronfman, Iouri Bachmet, Natalia Gutman, Isaac Stern et Frans Helmerson les rejoignent bientôt. C’est dans ce cadre que des artistes qui n’ont jamais joué ensemble peuvent s’essayer à des programmes de musique de chambre, sous le terme de « Rencontres Inédites ».
Le jazz, les musiques du monde, le théâtre et la danse sont introduits avec entre autres Ute Lemper, Monty Alexander, Ben Kingsley, Sami Frey.

### Années 1990: création et développement
En 1996, Barbara Hendricks, l’Orchestre mondial des Jeunesses Musicales et Antonio Pappano ouvrent le festival.
Kent Nagano convainc la pop star Björk d’interpréter le Pierrot lunaire d'Arnold Schönberg. C’est le début d’une amitié entre Iouri Temirkanov et le Festival qui poursuit son mélange de personnalités connues et de jeunes talents[non neutre]. De nouveaux interprètes font leur apparition : Martha Argerich, Radu Lupu, Ida Haendel, Igor Oïstrakh, Dmitri Bachkirov, Lynn Harrell et Gary Hoffman.
En 1998, des événements gratuits sont proposés aux quatre coins de la station, le Fest’Off est lancé, est en plein air, dans les rues ou dans les bars et les hôtels.

### Années 2000: le Verbier Festival Orchestra
En 2000 est créé l’UBS Verbier Festival Youth Orchestra, qui deviendra le Verbier Festival Orchestra (VFO) en 2009. Pour la soirée de gala, l’orchestre est dirigé par James Levine et interprète Rhapsody in Blue de George Gershwin et la Symphonie no 9 de Franz Schubert, mais aussi des œuvres d'Antonín Dvořák, Pablo de Sarasate et Gustav Mahler.
Le 21 juillet 2000, naît le Verbier Festival Orchestra (VFO). Le concept repose sur un orchestre international, composé de jeunes musiciens de 16 à 29 ans, de toutes les nationalités, dirigés par de grands chefs et solistes, avec six concerts pendant le Festival, suivi d’une tournée internationale à l’automne.
Les premières auditions ont lieu début 2000 dans certaines capitales, telles que Bloomington, Hong Kong, Londres, New York, Paris et Zurich. Paavo Järvi, James Levine, Bobby McFerrin, Zubin Mehta et Iouri Temirkanov constituent la lignée de chefs.
À la mi-juin, 100 jeunes débutent trois semaines de formation avec les premiers pupitres de l’orchestre du Metropolitan Opera de New York. Le 21 juillet 2000, l’Orchestre émet ses premiers sons sous la baguette de James Levine.
Depuis sa création, plus de 1000 musiciens ont joué avec le Verbier Festival Orchestra. L’Orchestre s’est produit dans plus de 80 villes, dans plus de 33 pays et devant plus de 300 000 spectateurs[Quand ?].
En 2003, en ouverture de la 10e édition, James Levine dirige Elektra de Richard Strauss. Lors de la soirée « Birthday Extravaganza », le maestro est aussi aux côtés d’Evgeny Kissin, Martha Argerich, Leif Ove Andsnes, Emanuel Ax, Lang Lang, Mikhaïl Pletnev, Nicholas Angelich, et Staffan Scheja, pour des œuvres à 4, 8 ou 16 mains, dont le concerto pour quatre claviers de Jean-Sébastien Bach avec un orchestre à cordes composé de célébrités.
2005 est marqué par la création d’une série de récitals avec de grands interprètes, Garrick Ohlsson (dans l’intégrale des Sonates de Ludwig van Beethoven), Ivry Gitlis, Piotr Anderszewski, Nelson Goerner, Anne-Sophie Mutter, Janine Jansen. Certains artistes reviennent désormais chaque été, comme Joshua Bell et Leonídas Kavákos.
En 2006, le Verbier Festival Chamber Orchestra (VFCO) est créé avec Gábor Takács-Nagy.
Les activités pour adultes et enfants se développent au sein du nouveau programme Verbier Festival Discovery.
Les événements ont doublé en l’espace de cinq ans. En 2008, 760 000 personnes visionnent en direct sur Internet les concerts du Festival[réf. nécessaire].
Dès 2009 et jusqu’en 2017, Charles Dutoit succède à James Levine comme directeur musical du Verbier Festival Orchestra. « Nous avons fait tant de choses ! », déclarait en 2017 le chef lausannois : « Pelléas et Mélisande de Claude Debussy, La Damnation de Faust de Hector Berlioz, la Turangalîla-Symphonie de Olivier Messiaen avec Jean-Yves Thibaudet, Don Quichotte, la Symphonie alpestre et Salomé de Richard Strauss, la Première Symphonie de Gustav Mahler, la Neuvième de Ludwig van Beethoven. Mais auparavant, j’avais déjà fait des tournées avec le Verbier Festival Orchestra ».

### Années 2010
En 2010, le Festival inaugure une nouvelle salle semi-permanente, la Salle des Combins, qui peut même accueillir en 2011 le Béjart Ballet Lausanne dans Igor Stravinsky, compositeur à l’honneur cette année-là.
En 2013, afin d’accompagner dès leur plus jeune âge les talents vers une carrière musicale, le Verbier Festival Junior Orchestra (VFJO) invite soixante jeunes musiciens âgés de 15 à 18 ans, à suivre une formation diversifiée, sous la direction musicale du chef d’orchestre britannique Daniel Harding.
En 2014, le Verbier Festival accueille pour la première année le Vendôme Prize, prix soutenant les futurs pianistes professionnels.
L’année suivante, Thomas Quasthoff dirige la Passion selon Saint Matthieu de Jean-Sébastien Bach.
En 2016, le Verbier Festival propose un concert au lever du soleil, à 3 330 mètres d’altitude sur le Mont Fort.
En 2017, Stephen McHolm succède à Christian Thompson comme directeur Academy et projets spéciaux. L’année suivante, Câline Yamakawa est nommée directrice des opérations.
Le 25e anniversaire du Festival a marqué le début d’un nouveau chapitre pour le Verbier Festival Orchestra avec l’arrivée de Valery Gergiev en tant que nouveau directeur musical. Le maestro a dirigé le VFO à deux reprises pendant le Festival. Son arrivée a également été à l’origine d’un nouveau programme de mentorat en direction d’orchestre de l’Academy.

### Années 2020
Le 28 février 2022, la direction demande et accepte la démission de Valery Gergiev en tant que directeur musical.
Depuis le 15 avril 2024, Hervé Boissière assure les fonctions de Co-Directeur Général du Verbier Festival, aux côtés de Martin T:son Engstroem.

## Identité visuelle
La nouvelle identité visuelle du Verbier Festival a été conçue en 2016 par l'agence française de design c-album, basée à Paris.

Logo du Verbier Festival

### Sources
- « Verbier Festival : 25 ans en montagnes russes », sur FIGARO, 27 juillet 2018 (consulté le 22 janvier 2019)
- Radio Classique, « Festival de Verbier, 25 ans et un gala renversant ! », sur Radio Classique, 18 juillet 2018 (consulté le 22 janvier 2019)
- « 25 ans du Verbier Festival: les chiffres clé d'une manifestation classique qui compte », sur www.lenouvelliste.ch (consulté le 22 janvier 2019)
- « Loin des métropoles, le Verbier Festival se place parmi les grands rendez-vous musicaux européens », sur www.rhonefm.ch (consulté le 22 janvier 2019)
- « Festival. Verbier, le Davos de la musique classique », sur ouest-france.fr, 10 juillet 2018 (consulté le 22 janvier 2019)